# اقتصاد رقمي
الاقتصاد الرقمي هو تصور ل‍قطاع الأنشطة الاقتصادية ذات الصلة ب‍التقنية الرقمية. وتكون هذه الأنشطة مبنية على النماذج الاقتصادية الكلاسيكية أو الحديثة مثل نماذج الويب 2.0.

## ظهور مفهوم الاقتصاد الرقمي وتطوره
أدخل دون تابسكوت مدير الأعمال والاستراتيجي الكندي مفهوم الاقتصاد الرقمي في عام 1995. وكان الإنترنت، في ذلك الوقت، لا يزال في بدايات نشأته كشبكة عالمية، حيث صدر أول متصغح تجاري لشبكة الإنترنت في تشربن الأول/أكتوبر 1994. وكانت المواقع الشبكية تنشر المحتويات فقط ولا تعالج المعاملات. وكان الأشخاص ينفذون إلى الإنترنت عن طريق الاتصال بالهاتف (عند سرعة 9,600 بث في الثانية) في أحسن الأحوال.
ويتسم الاقتصاد الرقمي في أيامنا هذه بتكنولوجيات كانت غير معروفة وقت ظهوره كمفهوم، ومنها النفاذ إلى الحزمة العريضة الثابتة بسرعة تبلغ عشرات الميغابتات في الثانية، والحزمة العريضة النقالة، والهواتف الذكية وتطبيقاتها، والمواقع الشبكية التفاعلية، والشبكات الاجتماعية، والمنصات التشاركية، والحوسبة السحابية، وإنترنت الاشياء. وتجسد هذه التكنولوجيات الإمكانيات المنبثقة عن القوة الشبكية للاقتصاد الرقمي وقدرته على إعادة تعربف التعاون والقيادة، ورفع الإنتاجية البشرية، وبدء القضاء على العديد من الصناعات وتحدي قوة الشركات القائمة. وأصبح ذلك حقيقة في معظم البلدان المتقدمة والناشئة، مما يؤثر في إمكانات النمو والتنمية فيها.

## الاقتصاد الرقمي والسياسات العامة
يتبوأ الاقتصاد الرقمي مركز الصدارة في نقاشات السياسة العامة في العديد من البلدان، وبشكل أساسي المتقدمة منها. ولم ينشأ هذا الاهتمام عن النمو الهائل في التكنولوجيات فحسب، بنفاذ ما يقارب نصف سكان العالم إلى الإنترنت و80% من مواطني البلدان الأعضاء في منظمة التعاون والتنمية في الميدان االقتصادي إلى الحزمة العريضة الثابتة و/أو النقالة، بل لأن هذه التكنولوجيات تجتاح عالم الاقتصاد، من البيع بالتجزئة عن طريق التجارة الإلكترونية، إلى النقل، مثل المركبات الذاتية التشغيل، والتعليم كالعدد الكبير من الدروس المفتوحة المتاحة على الإنترنت، والصحة حيث الملفات الإلكترونية وشخصنة الطب، والتفاعلات الاجتماعية والعلاقات الشخصية.
وتعد الخطط الرقمية الوطنية حاسمة لتحقيق النمو والاقتصادي والاجتماعي اللازم لبلوغ أهداف التنمية المستدامة. وهذه الخطط هي أهم أشكال الدعم الاستراتيجي والسياسي من أجل تمكين الاقتصاد الرقمي من بلوغ كامل قدراته. ويتحقق ذلك بما يلي: رفع حصة سلع وخدمات تكنولوجيا المعلومات والاتصالات في مجموع القيمة المضافة والتجارة على المستوى العالمي؛ وإعادة توجيه رأس المال المجازف وغيره من أدوات التمويل لدعم القطاع الرئيسي في الاقتصاد الرقمي (أي قطاع تكنولوجيات المعلومات والاتصالات)؛ وتعميم النفاذ للحزمة العريضة وتحسين نوعيتها؛ وزيادة استخدام قطاع األعمال واألفراد والحكومات لتكنولوجيا المعلومات والاتصالات من أجل استحداث خدمات ومنتجات ونماذج أعمال تحفز النمو الاقتصادي والفوائد الاجتماعية.

## النساء والاقتصاد الرقمي
يؤثر تحول السوق العالمية من المجال التناظري إلى المجال الرقمي بشكل جذري على حياة النساء والفتيات. يمكن للإقتصاد الرقمي تقليص الفجوة بين الرجال والنساء، أو زيادتها، حسب الثقافات، المعلومات والمهارات المكتسبة. وتعتبر النسويات هذا التطور نعمة ونقمة. في حين يعتبر العديد من النشاطات والناشطين كما المفكرات والمفكرين أن توسيع رقعة العالم الرقمي يمكن أن يكون مصدرًا لفرص جديدة من أجل تحدي النظام الأبوي ومواجهته؛ يرى آخرون أن التركيز الضيق للاقتصاد الرأسمالي على تعظيم الربح هو مصدر لأشكال القمع واستغلال مكثف بطابع جديد قائم على النوع الإجتماعيّ.

## التكافؤ في فرص الحصول على المهارات الرقميّة وتعزيز النمو الإقتصادي
هناك تقاطع واضح بين حقّ الوصول إلى الإنترنت وانتشار البنية التحتية المناسبة لخدمات اتصالات البيانات ذات النطاق العريض (البينة الرقميّة) ومسار النمو الاقتصادي. بالفعل، أتاحت لنا تكنولوجيا المعلومات والاتصالات إنشاء روابط  خلاقة بين البشر والآلات والإنترنت من خلال إدخال اتجاهات الأعمال الريادية الرقميّة الجديدة، ويظهر تجسد هذه الإتجاهات عبر إنترنت الأشياء والذكاء الاصطناعي. ويسمح هذان الإتجاهان للآلات بتنفيذ إجراءات تشبه التي يقوم بها الإنسان مثل التعلم، والأداء، والفهم والتفاعل معنا نحن البشر وآلات أخرى ضمن عمليّة أتمتة مستمرّة.

## التحديّات في الشموليّة
- تواجه العديد من النساء والفتيات حواجز هائلة في العالم الرقمي. فعلى الرغم من التحسينات الإجمالية في مستويات الوصول لقطاع تكنولوجيا المعلومات والاتصالات، تُظهر الدراسات أن الفجوة الرقميّة بين الجنسين لم تزل موجودة بغض النظر عن البلد أو النمو الاقتصادي أو مستوى الدخل.
- يبقى حال الوصول إلى الأجهزة الرقميّة مشكلة تقاطعيّة أساسيّة: فالنساء والرجال كما الفتيات والفتيان ليسوا متساوين عندما يتعلق الأمر بالتكنولوجيا اللازمة للاتصال بشبكة الإنترنت. كما يزيد أمور أخرى الأمر تعقيدًا مثل حاجات ذوي الإعاقة، والحصول على الجنسية، والتوجه الجنسيّ أو وضع اللاجئ والعامل المهاجر. كما يؤدي التواجد الجغرافي أيضًا دورًا في الوصول إلى الخدمة.
- تتركز جودة الإنترنت واتصالات بيانات النطاق العريض في المدن والضواحي الغنيّة والمناطق المتميزة في العالم العربي. ويسهل عادة على الرجال الهروب من فجوة المعلومات هذه عبر الهجرة من المناطق الريفية إلى المدن التي تتمتع باتصال إنترنت وشبكة نطاق واسع بنوعية جيدة.
- كشفت جائحة وباء كورونا (كوفيد-19) أيضًا عن نشوء عدم مساواة جديدة في دول الجنوب، لكنها موجودة أيضًا في جزء كبير من دول الشمال الصناعية الغنيّة.
- أبرز التحول الرقمي السريع في التعليم، والتدريبات الرقميّة، والعمل المكتبي، والتسويق، والمبيعات، والتسليم وحتّى الإنتاج الصناعي عن بعد نمطين مهمين:

1. لا يزال الوصول إلى البنية التحتية الرقميّة عالية الجودة غير عادل ولمصلحة الرجال من السكان عادةً.
2. لا يزال الإستثمار في أجهزة الحاسوب الرقميّ، كما الولوج إلى الإنترنت، يرتكز في المقام الأول على احتياجات الرجال.[6]

منذ بدء الثورة الصناعية، كان هنلك صراع نسوي ونقابي  تاريخي مناهض للفجوة بين الجنسين، لا سيما ما تعلق بالأجور والتقدم الوظيفي. من هنا وفي سبيل سدّ الفجوة الرقميّة بين الجنسين، من الضروي البناء على هذه التجارب الناجحة السابقة للتعامل مع تحديات المستقبل.

## تحقيق العدالة الجندرية في الاقتصاد الرقمي
أدت جائحة فيروس كورونا (Covid-19) إلى إنشاء «وضع طبيعي جديد»، هذا يحول العمل من المنزل، أو العمل عن بُعد، أو العمل المرن إلى قاعدة وليس إلى إستثناء. سواء كنت تعملين سابقًا في مجال التعليم، أو التجارة أو التجزئة أو حتّى الرياضة والخدمات الأخرى، فقد تغير كل شيء وانتقل العمل بسرعة البرق، من المكتب إلى العمل خلال فترة الحجر المنزلي عبر منصات رقميّة. في خضم ذلك كانت الناشطات النسويات في مقدمة النضال من أجل الحصول على موطئ قدم لهن داخل هياكل سلطة رقمية متنامية بسرعة، كما كنّ يطالبن بحقوقهن في هذا المجال المستجد.
وهنا لا تختلف المظالم التاريخية التي واجهتها النساء في الاقتصاد التقليدي عن المظالم في الاقتصاد الرقمي فحسب، بل وتبقى متجذرة وغير مرئية عبر الإنترنت: أجور منخفضة في الوظائف أو حتى العمل بدون أجر في حال كان العمل غير رسمي، وظروف عمل غير مقبولة، عدم الحصول على خدمة إنترنت سريعة أوعالية الجودة، وصعوبات في تطوير معرفتهن للتكيف مع الرقمنة المتسارعة.